# قائمة أنواع البطباط
يوجد عدة أنواع من جنس البطباط:
- بطباط الطيور (الاسم العلمي:Polygonum aviculare)
- بطباط إهليلجي (الاسم العلمي:Polygonum ellipticum)
- بطباط أجرد (الاسم العلمي:Polygonum glabratum)
- بطباط أرجواني (الاسم العلمي:Polygonum purpuratum)
- بطباط أرضي (الاسم العلمي:Polygonum terrestre)
- بطباط أزرق (الاسم العلمي:Polygonum glaucum)
- بطباط أسامي (الاسم العلمي:Polygonum assamicum)
- بطباط أفغاني (الاسم العلمي:Polygonum afghanicum)
- بطباط ألباني (الاسم العلمي:Polygonum albanicum)
- بطباط أنيق (الاسم العلمي:Polygonum elegans)
- بطباط آسيوي (الاسم العلمي:Polygonum asiaticum)
- بطباط باسق (الاسم العلمي:Polygonum altissimum)
- بطباط بحري (الاسم العلمي:Polygonum maritimum)
- بطباط تركستاني (الاسم العلمي:Polygonum turkestanicum)
- بطباط تيبتي (الاسم العلمي:Polygonum tibeticum)
- بطباط جاوي (الاسم العلمي:Polygonum javanicum)
- بطباط جزيري (الاسم العلمي:Polygonum insulare)
- بطباط جنوبي (الاسم العلمي:Polygonum australe)
- بطباط حرموني (الاسم العلمي:Polygonum hermonis)
- بطباط حريري (الاسم العلمي:Polygonum sericeum)
- بطباط حلبي (الاسم العلمي:Polygonum aleppicum)
- بطباط خادع (الاسم العلمي:Polygonum fallax)
- بطباط زاحف (الاسم العلمي:Polygonum repens)
- بطباط سابح (الاسم العلمي:Polygonum vagans)
- بطباط ساحلي (الاسم العلمي:Polygonum littorale)
- بطباط شائع (الاسم العلمي:Polygonum vulgare)
- بطباط شوكي (الاسم العلمي:Polygonum spinosum)
- بطباط صلب (الاسم العلمي:Polygonum robustum)
- بطباط عثكولي (الاسم العلمي:Polygonum paniculatum)
- بطباط غربي (الاسم العلمي:Polygonum occidentale)
- بطباط فلسطيني (الاسم العلمي:Polygonum palastinum)
- بطباط قوقازي (الاسم العلمي:Polygonum caucasicum)
- بطباط كاليفورني (الاسم العلمي:Polygonum californicum)
- بطباط كندي (الاسم العلمي:Polygonum canadense)
- بطباط لبناني (الاسم العلمي:Polygonum libani)
- بطباط مائي (الاسم العلمي:Polygonum aquaticum)
- بطباط متشعب (الاسم العلمي:Polygonum divaricatum)
- بطباط متغير (الاسم العلمي:Polygonum varians)
- بطباط متقارب (الاسم العلمي:Polygonum affine)
- بطباط متموج (الاسم العلمي:Polygonum undulatum)
- بطباط مثلث (الاسم العلمي:Polygonum triangulare)
- بطباط مداري (الاسم العلمي:Polygonum tropicum)
- بطباط نرويجي (الاسم العلمي:Polygonum norvegicum)
- بطباط نيلي (الاسم العلمي:Polygonum niloticum)
- بطباط هندي (الاسم العلمي:Polygonum indicum)
- بطباط واردي (الاسم العلمي:Polygonum wardii)
- بطباط واليشي (الاسم العلمي:Polygonum wallichii)
- بطباط ياباني (الاسم العلمي:Polygonum japonicum)